# 1998年長野オリンピックのベラルーシ選手団
1998年長野オリンピックのベラルーシ選手団（1998ねんながのオリンピックのベラルーシせんしゅだん）は、1998年2月7日から2月22日まで、日本の長野県長野市を中心とする地域を会場として開催された1998年長野オリンピックのベラルーシ選手団、およびその競技結果。

## 概要
今大会は銅メダル2個を獲得した。

## メダル
| メダル | 選手名                   | 競技                 | 種目           |
| ------ | ------------------------ | -------------------- | -------------- |
| 銅     | アレクセイ・アイダロフ   | バイアスロン         | 男子個人       |
| 銅     | ドミトリー・ダシンスキー | フリースタイルスキー | 男子エアリアル |